# Naaja Nathanielsen
Naaja Hjelholt  Nathanielsen, née 6 décembre 1975 à Tasiilaq, est une femme politique groenlandaise membre du parti Inuit Ataqatigiit. Elle est élue au Inatsisartut (le parlement groenlandais) de 2009 à 2016 et réélue en 2021.
Elle est également directrice du service correctionnel du Groenland entre 2016 et 2021 puis ministre des ressources naturelles en 2021.
En tant que ministre des Ressources naturelles, elle interdit l’exploitation de l’uranium au Groenland.
Féministe engagée, elle lutte contre la violence domestique dans le pays.

## Jeunesse et éducation
Naaja Nathanielsen est née le 6 décembre 1975 à Tasiilaq, au Groenland. Elle a un diplôme en psychologie de l'université de Copenhague,.

## Carrière

### Carrière dans l'administration
Naaja Nathanielsen est nommée directrice du service correctionnel du Groenland en 2016 et reste à ce poste jusqu'en 2021,.

### Parlementaire
Elle est élue à l'Inatsisartut entre 2009 et 2016. Elle était alors membre de l'Inuit Ataqatigiit mais devient indépendante en 2016 avant son départ de l'Assemblée législative et déclare avoir quitté le parti parce qu'elle n'avait pas été consultée sur les changements de politique. Elle se présente à nouveau aux élections de l'Inatsisartut en 2021, à nouveau avec le parti Inuit Ataqatigiit et est réélue.

### Ministre
En 2021, elle est nommée ministre des ressources naturelles du pays. Dans le cadre de ses fonctions, elle approuve une expansion de l’exploitation minière – notamment afin d'explorer l’étendue des éléments radioactifs souterrains – mais refuse d’autoriser l’exploitation de l'uranium. Elle propose ainsi une interdiction totale de l’exploitation de l’uranium, ce qui nécessite l’adoption d’un projet de loi de l’Inatsisartut, l’interdiction rentrant en vigueur après l'adoption de la loi. Bien qu'elle ait cherché à obtenir des évaluations juridiques sur l'interdiction de l'extraction d'uranium, elle a refusé de les partager lorsqu'on lui a demandé. Elle a également révoqué la licence d'une entreprise chinoise d'exploitation de minerai de fer près de Nuuk, affirmant que l'entreprise n'avait pas respecté les délais liés aux salaires et aux activités.

## Prises de position

### Féminisme
Elle est féministe et affirme qu'il existe de profondes divisions du pouvoir en politique en raison du patriarcat. Elle a soutenu que la violence contre les femmes au Groenland n'est pas uniquement imputable à l'abus d'alcool puisque la violence « touche plus les femmes que les hommes ».

### Indépendance du Groenland
Bien qu’elle estime qu’il existe des similitudes entre tous les peuples inuits, elle estime que les appels à l'autodétermination des Inuits au Groenland – tout comme l'indépendance du Groenland – est problématique, car il n’est pas possible de généraliser une vision du monde inuite, même à l’intérieur du pays. Elle a déclaré que l'indépendance est le but ultime de son travail, « sous une forme ou une autre », tout en continuant à œuvrer en attendant vers un « accord plus large ou plus vaste avec le Danemark ». En fin de compte, a-t-elle déclaré, « l’autodétermination est une question de liberté face à la violence et à la peur de la violence ».